# Masicera trichoneura
Masicera trichoneura là một loài ruồi trong họ Tachinidae.